# قائمة الأنظمة الشمولية
هذه قائمة الأنظمة الشمولية. ثمة أنظمة يشار إليها عادة باسم "الشمولية"، أو أن مفهوم الشمولية قد طبق عليها، ولهذا يوجد إجماع واسع بين العلماء على تسميتها هكذا. فالأنظمة الشمولية تتميز عادة عن الأنظمة الاستبدادية بمعنى أن الشمولية تمثل نسخة متطرفة من الاستبداد. وتختلف السلطوية في المقام الأول عن الشمولية من حيث وجود مؤسسات إجتماعية واقتصادية لا تخضع لسيطرة الحكومة.

## الجدول
| البلد                              | بداية الشمولية | نهاية الشمولية                  | الزعماء                                                                                   | الحزب الحاكم                        | الأيديولوجية                                                                                | الحكومة                                                                                               | القارة       |
| ---------------------------------- | -------------- | ------------------------------- | ----------------------------------------------------------------------------------------- | ----------------------------------- | ------------------------------------------------------------------------------------------- | --- | ------------ |
| تشين (الدول الصينية القديمة)       | 221 ق.م        | 210 ق.م                         | تشين شي هوانج                                                                             | سلالة تشين الحاكمة                  | شرعوية                                                                                      | دولة مركزية ملكية مطلقة                                                                               | آسيا         |
| الاتحاد السوفيتي                   | 1917           | 1953                            | فلاديمير لينين (1917–1924) يوسف ستالين (1924–1953)                                        | الحزب الشيوعي السوفيتي              | ماركسية لينينية أيديولوجية الدولة في الاتحاد السوفيتي الوطنية الاشتراكية السوفيتية ستالينية | جمهورية فدرالية ذات نظام الحزب الواحد اشتراكية                                                        | أوراسيا      |
| جمهورية منغوليا الشعبية            | 1921           | 1953                            | يوسف ستالين (بحكم الواقع) (1924–1953) خورلوغين تشويبالسان (1937–1952)                     | حزب الشعب المغولي الثوري            | ماركسية لينينية ستالينية                                                                    | دولة مركزية نظام الحزب الواحد دولة اشتراكية جمهورية                                                   | آسيا         |
| إيطاليا الفاشية                    | 1925           | 1943                            | بينيتو موسوليني                                                                           | الحزب الوطني الفاشي                 | نقابوية فاشية سياسة عسكرية عصبية قومية                                                      | دولة مركزية نظام الحزب الواحد ملكية دستورية                                                           | أوروبا       |
| مانشوكو (إمبراطورية منشوريا)       | 1932           | 1945                            | بوئي                                                                                      | Concordia Association of Manchukuo  | معاداة الشيوعية فاشية قومية منشورية قومية آسيوية                                            | نظام الحزب الواحد ملكية دستورية (حكم القانون) ودولة دمية تابعة لإمبراطورية اليابان (حكم الأمر الواقع) | آسيا         |
| ألمانيا النازية                    | 1933           | 1945                            | أدولف هتلر                                                                                | الحزب النازي                        | معاداة السامية نازية رابطة الشعوب الجرمانية عنصرية علمية                                    | دولة مركزية نظام الحزب الواحد                                                                         | أوروبا       |
| جمهورية ألبانيا الشعبية الاشتراكية | 1946           | 1990                            | أنور خوجة (1946–1985) رامز علياء (1985–1990)                                              | حزب العمل الألباني                  | ضد التحريفية خوجية ماركسية لينينية                                                          | دولة مركزية نظام الحزب الواحد جمهورية                                                                 | أوروبا       |
| كوريا الشمالية                     | 1948           | نشط                             | فترة كيم (كوريا الشمالية)                                                                 | حزب العمال الكوري                   | جوتشي Songun                                                                                | دولة مركزية نظام الحزب الواحد دولة اشتراكية جمهورية                                                   | آسيا         |
| جمهورية المجر الشعبية              | 1949           | 1953                            | ماتياش راكوشي                                                                             | حزب الشعب المجري العامل             | ماركسية لينينية                                                                             | دولة مركزية نظام الحزب الواحد دولة اشتراكية جمهورية                                                   | أوروبا       |
| الصين                              | 1949           | 1976                            | ماو تسي تونغ                                                                              | الحزب الشيوعي الصيني                | أيديولوجيا الحزب الشيوعي الصيني ماوية ماركسية لينينية                                       | دولة مركزية نظام الحزب الواحد دولة اشتراكية جمهورية                                                   | آسيا         |
| ألمانيا الشرقية                    | 1949           | 1990                            | فيلهلم بيك (1949–1960) فالتر أولبريشت (1960–1973) إريش هونيكر (1976–1989)                 | حزب الوحدة الاشتراكية الألماني      | ماركسية لينينية                                                                             | دولة مركزية نظام الحزب الواحد دولة اشتراكية جمهورية                                                   | أوروبا       |
| بورما                              | 1962           | 1988                            | ني وين                                                                                    | حزب البرنامج الاشتراكي البورمي      | الطريق البورمي إلى الاشتراكية                                                               | دولة مركزية نظام الحزب الواحد دولة اشتراكية جمهورية                                                   | آسيا         |
| غينيا الاستوائية                   | 1968           | انقلاب 1979 في غينيا الاستوائية | فرانسيسكو ماسياس نغيما                                                                    | حزب العمال الوطني المتحد            | معاداة الاستعمارية معاداة الفكر اشتراكية                                                    | دولة مركزية دولة اشتراكية نظام الحزب الواحد نظام رئاسي جمهورية                                        | أفريقيا      |
| جمهورية رومانيا الاشتراكية         | 1971           | 1989                            | نيكولاي تشاوتشيسكو                                                                        | الحزب الشيوعي الروماني              | ماركسية لينينية شيوعية قومية (بعد 1960)                                                     | دولة مركزية نظام الحزب الواحد دولة اشتراكية جمهورية                                                   | أوروبا       |
| كمبوتشيا الديمقراطية               | 1975           | 1978                            | بول بوت                                                                                   | الحزب الشيوعي لكمبوتشيا             | فلسفة الإصلاح الزراعي قومية الخمير ماوية                                                    | دولة مركزية نظام الحزب الواحد دولة اشتراكية جمهورية                                                   | آسيا         |
| تركمانستان                         | 1991           | ناشطة                           | صفرمراد نيازوف (1991–2006) قربانقلي بردي محمدوف (2006–2022) سردار بردي محمدوف (2022–الآن) | الحزب الديمقراطي لتركمانستان        | قومية محافظة اجتماعية                                                                       | دولة مركزية نظام الحزب الواحد نظام رئاسي جمهورية                                                      | آسيا         |
| إمارة أفغانستان الإسلامية          | 1996           | 2001                            | ملا عمر                                                                                   | طالبان (حكم الأمر الواقع)           | ديوبندية أصولية إسلامية إسلاموية Pashtunwali قومية دينية ‏ سلفية جهادية                      | دولة مركزية إسلامية ثيوقراطية تُدار من قبل مجالس شورى                                                  | آسيا         |
| إريتريا                            | 2001           | ناشطة                           | أسياس أفورقي                                                                              | الجبهة الشعبية للديمقراطية والعدالة | قومية إرتيرية قومية يسارية                                                                  | دولة مركزية نظام الحزب الواحد نظام رئاسي جمهورية                                                      | أفريقيا      |
| الدولة الإسلامية                   | 2014           | 2019                            | أبو بكر البغدادي                                                                          | تنظيم داعش                          | التيار القطبي سلفية جهادية الوهابية                                                         | خلافة إسلامية إسلامية ثيوقراطية دولة مركزية                                                           | آسيا أفريقيا |